# Sebastián Villa Castañeda
Sebastián Villa Castañeda (Medellín, 21 febbraio 1992) è un tuffatore colombiano.

## Biografia
Ha partecipato ai Campionati mondiali di nuoto di Roma 2009, gareggiando in tutti e tre i concorsi individuali: trampolino 1 metro, 3 metri e piattaforma 10 metri.
Nel 2011 ha vinto la medaglia di bronzo ai Giochi panamericani di Guadalajara 2011 nella piattaforma 10 metri individuale. Ha ottenuto il terzo posto alle spalle dei messicani Iván García Navarro e Rommel Pacheco.
Nell'agosto 2012, ha rappresentato la Colombia ai Giochi olimpici di Londra 2012, nel concorso dei tuffi dalla piattaforma 10 metri ed in quello dei trampolino 3 metri al London Aquatics Centre. Nella piattaforma ha ottenuto la ventiduesima posizione, nella trampolino la ventunesima.
Ha gareggiato ai campionati mondiali di Kazan' 2015 nel concorso dei tuffi dalla piattaforma 10 metri maschile classificandosi ventisettesimo alle spalle dell'italiano Francesco Dell'Uomo.
Essendosi piazzato tra i primi diciotto atleti classificati nella piattaforma 10 metri nella Coppa del Mondo di tuffi del 2016 ha potuto accedere ai Giochi olimpici di Rio de Janeiro.

## Palmarès
- Giochi panamericani

Guadalajara 2011: bronzo nella piattaforma 10m.
Santiago del Cile 2023: bronzo nel sincro 10m.